# Hrekivka
Hrekivka (en ucraniano: Греківка; en ruso: Грековка, romanizado: Grekovka) es un pueblo ucraniano perteneciente al óblast de Lugansk. Situado en el noreste del país, forma parte del raión de Svátove y parte del municipio (hromada) de Krasnorichenske.

## Toponimia
Se conoció con el nombre de Petrivske (en ucraniano: Петрівське; en ruso: Петровское, romanizado: Petróvskoye) hasta 2016, que cambió a su nombre actual por las leyes de descomunización.

## Geografía
Hrekivka se localiza al norte de la ciudad de Svatove, cerca del límite administrativo con el óblast de Járkov, a 127 km de Lugansk. 

## Historia
El pueblo fue fundado en 1963.
Tras el comienzo de la invasión rusa de Ucrania en 2022, la localidad fue ocupada por las fuerzas rusas en los primeros meses del conflicto. Sin embargo, en septiembre de 2022, durante la contraofensiva ucraniana en el este, el ejército de Ucrania retomó el control de la aldea, junto con otros asentamientos del óblast de Lugansk.
En 2023 y 2024, Hrekivka se convirtió en un punto de contención militar clave, dado su posicionamiento cercano a rutas logísticas utilizadas por las fuerzas rusas. La localidad ha sido utilizada como base de operaciones para incursiones ucranianas hacia el este y ha sido repetidamente atacada por artillería rusa. Tras la ocupación rusa y los bombardeos, gran parte de la infraestructura civil ha quedado destruida o inoperante. Las autoridades locales ucranianas han iniciado planes de reconstrucción, aunque enfrentan limitaciones logísticas y de seguridad.
A junio de 2025, Hrekivka continúa bajo control de Ucrania, siendo uno de los pocos asentamientos del óblast de Lugansk que no han sido ocupados por Rusia tras las ofensivas de 2024-2025. La aldea ha sido reforzada militarmente por el ejército ucraniano, y su población ha disminuido considerablemente debido al desplazamiento forzado.

## Demografía
Según el censo de 2001, la gran mayoría de la población tiene como lengua materna el ruso (95,6%), seguidos por los hablantes de ucraniano (4,23%).

## Infraestructura
Antes de la guerra, Hrekivka contaba con una población reducida, un centro de salud rural, una escuela primaria y servicios básicos. 